# Jacqueline MacInnes Wood

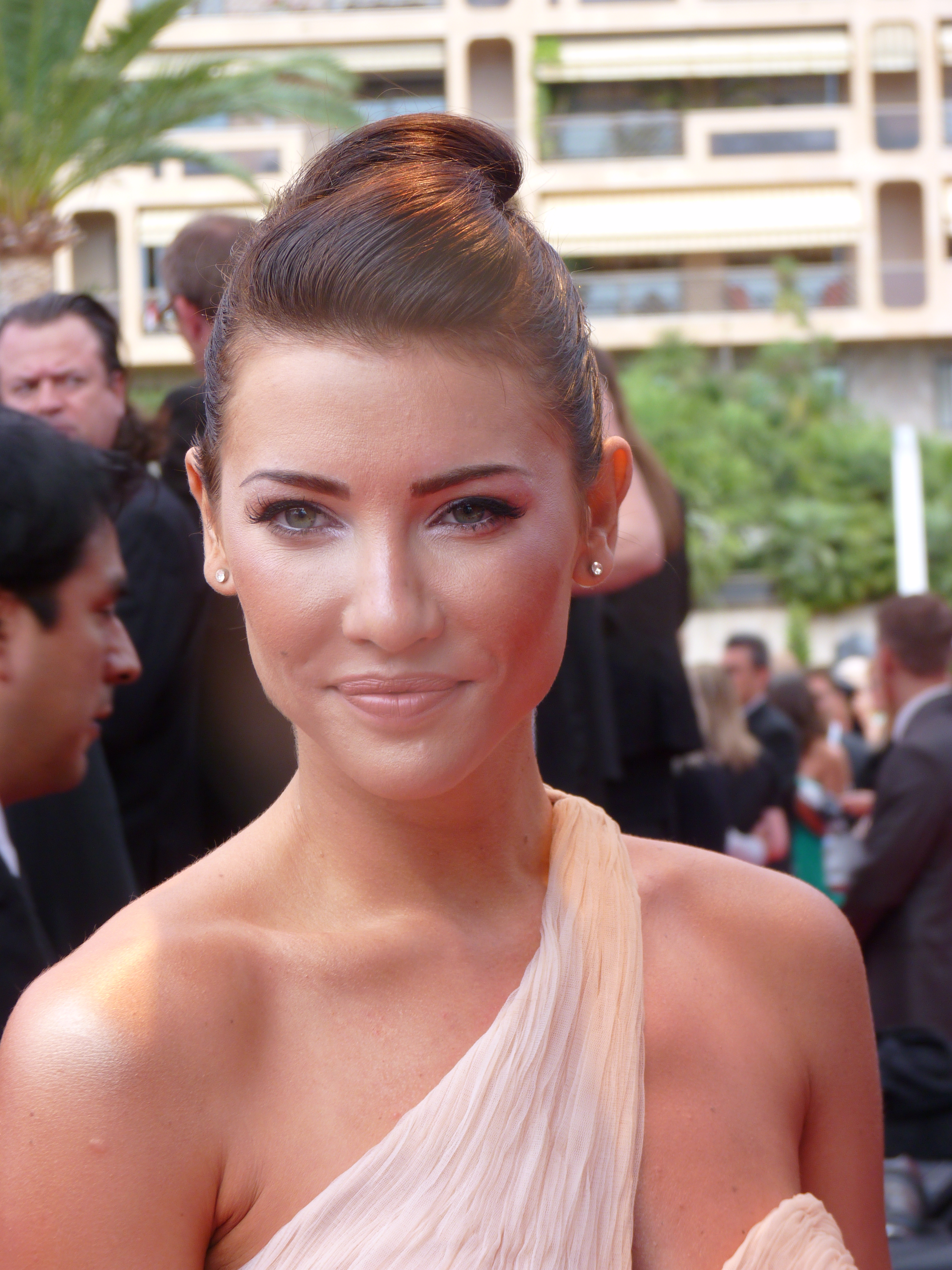
Jacqueline MacInnes Wood beim Monte-Carlo Television Festival (2012)

Jacqueline MacInnes Wood (* 17. April 1987 in Windsor, Ontario) ist eine kanadische Schauspielerin, Sängerin und Model.

## Leben
MacInnes Wood hat eine Schwester, Dani Probert, die die Ehefrau des verstorbenen NHL-Spielers Bob Probert war. Sie hat französische, indianische, schottische und brasilianische Vorfahren.
MacInnes Wood nahm Schauspielunterricht an der Ryerson University.
Privat engagiert sie sich für die Tierrettung.

## Karriere
Ihre erste professionelle Schauspielerfahrung machte MacInnes Wood als Darstellerin in einer Fernsehwerbung für eine Friseurkette.
Ihren Durchbruch erreichte sie, als sie im Mai 2008 die Rolle der Steffy Forrester in der CBS Seifenoper Reich und Schön übernahm. Für diese Rolle erhielt sie 2012 und 2013 eine Nominierung bei den Daytime Emmy Award.
2011 spielte die Kanadierin ihre erste Rolle in einem Spielfilm, Final Destination 5. 2012 verkörperte sie während der ersten Staffel von Arrow die Figur Sara Lance.
Neben der Schauspielerei hat MacInnes Wood einige Musik-Singles veröffentlicht.
Seit 2013 ist sie die Moderatorin der E!-Sendung Party On.

## Filmografie
- 2006: Runaway (Fernsehserie, Gastrolle)
- 2006: Lovebites (Fernsehserie, Gastrolle)
- 2008: Gamer Girlz (Fernsehserie)
- 2008: MVP (Fernsehserie, 2 Episoden)
- 2008: Nightmare – Der Tod wartet auf dich (Nightmare at the End of the Hall)
- seit 2008: Reich und Schön (The Bold and the Beautiful, Fernsehserie)
- 2009: Skyrunners
- 2010: Turn the Beat Around
- 2011: New Romance
- 2011: Final Destination 5
- 2012: Arrow (Fernsehserie, Gastrolle)
- 2013: Her Husband’s Betrayal
- 2013: Party On
- 2014: Castle (Fernsehserie, Gastrolle)
- 2014: Anger Management (Fernsehserie, Gastrolle)
- 2015: 19-2 (Fernsehserie, 2 Episoden)
- 2015: South Beach (Fernsehserie, 6 Episoden)